# San José de Bolívar
San José de Bolívar é uma cidade venezuelana, capital do município de Francisco de Miranda.